# 雷亚尔 (派瓦堡)
雷亚尔是葡萄牙阿威罗区的一个堂区。总面积33.17平方公里，总人口1371人，人口密度41.3人/平方公里。